# Maître de San Martino alla Palma

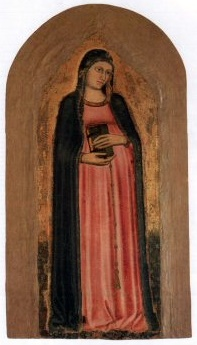
Madonna del parto con San Francesco, Santa Maria in Campo, Florence.

Le Maître de San Martino alla Palma est un peintre anonyme florentin de style giottesque, qui fut actif dans les premières années du Trecento (XIVe siècle).

## Désignation
Le nom du peintre est en référence avec le tableau de la Vierge à l'Enfant trônant en majesté entre des anges, placée sur l'autel de gauche de l'église San Martino alla Palma (it) de la commune de Scandicci.

## Autres œuvres attribuées
- Madonna del parto con San Francesco, Santa Maria in Campo, Florence.
- Vierge à l'Enfant, réfectoire du couvent de basilique Santa Croce de Florence ;
- Vierge à l'Enfant, musée d'art de São Paulo ;
- Église Santa Brigida de Pontassieve[3] :
  - Compianto sul Cristo morto,
  - Giudizio Universale,
  - Madonna in trono col Bambino e due angeli.